# Pallavolo Scandicci Savino Del Bene 2022-2023
Questa voce raccoglie le informazioni riguardanti la Pallavolo Scandicci Savino Del Bene nelle competizioni ufficiali della stagione 2022-2023.

## Stagione
Nella stagione 2022-23 la Pallavolo Scandicci Savino Del Bene assume la denominazione sponsorizzata di Savino Del Bene Scandicci.
Partecipa per la nona volta alla Serie A1; chiude la regular season di campionato al secondo posto in classifica, qualificandosi per i play-off scudetto: viene eliminata nella serie delle semifinali dalla Pro Victoria.
Il secondo posto al termine del girone di andata consente alla Savino del Bene di qualificarsi per la Coppa Italia, sconfitta nei quarti di finale dal Bergamo 1991.
Disputa inoltre la Coppa CEV: vince per la prima volta la competizione battendo sia nella finale di andata che in quella di ritorno l'Alba-Blaj.

## Organigramma societario
Area direttiva
- Presidente: Sergio Bazzurro

Area tecnica
- Allenatore: Massimo Barbolini
- Allenatore in seconda: Sándor Kántor
- Assistente allenatore: Luca Nico, Andrea Panzeri
- Scout man: Fabio Gabban

## Rosa
| N° | Nome                | Ruolo | Data di nascita   | Nazionalità sportiva |
| -- | ------------------- | ----- | ----------------- | -------------------- |
| 1  | Indre Sorokaite     | O     | 2 luglio 1988     | Italia               |
| 2  | Sara Alberti        | C     | 3 gennaio 1993    | Italia               |
| 3  | Yvon Beliën         | C     | 28 dicembre 1993  | Paesi Bassi          |
| 4  | Zhu Ting            | S     | 29 novembre 1994  | Cina                 |
| 5  | Ofelia Malinov      | P     | 29 febbraio 1996  | Italia               |
| 7  | Elena Pietrini      | S     | 17 marzo 2000     | Italia               |
| 6  | Nicole Gamba        | L     | 2 giugno 1988     | Italia               |
| 8  | Enrica Merlo        | L     | 28 dicembre 1988  | Italia               |
| 9  | Camilla Mingardi    | S     | 19 ottobre 1997   | Italia               |
| 10 | Yao Di              | P     | 15 agosto 1992    | Cina                 |
| 11 | Jana Ščerban'       | S     | 6 settembre 1989  | Russia               |
| 12 | Veronica Angeloni   | S     | 6 luglio 1986     | Italia               |
| 13 | Ludovica Guidi      | C     | 17 dicembre 1992  | Italia               |
| 15 | Haleigh Washington  | C     | 22 settembre 1995 | Stati Uniti          |
| 17 | Ekaterina Antropova | O     | 19 marzo 2003     | Russia               |
| 28 | Brenda Castillo     | L     | 5 giugno 1992     | Rep. Dominicana      |
| 77 | Isabella Di Iulio   | P     | 26 novembre 1991  | Italia               |

## Mercato
| Acquisti | Acquisti           | Acquisti              | Acquisti   |
| R.       | Nome               | da                    | Modalità   |
| -------- | ------------------ | --------------------- | ---------- |
| P        | Yao Di             | Tianjin               | definitivo |
| P        | Isabella Di Iulio  | Bergamo 1991          | definitivo |
| L        | Nicole Gamba       | Marsala               | definitivo |
| C        | Ludovica Guidi     | Casalmaggiore         | definitivo |
| O        | Camilla Mingardi   | UYBA                  | definitivo |
| C        | Yvon Beliën        | San Casciano          | definitivo |
| S        | Jana Ščerban'      | Lokomotiv Kaliningrad | definitivo |
| S        | Zhu Ting           | -                     | definitivo |
| C        | Haleigh Washington | AGIL                  | definitivo |

| Cessioni | Cessioni            | Cessioni              | Cessioni   |
| R.       | Nome                | a                     | Modalità   |
| -------- | ------------------- | --------------------- | ---------- |
| C        | Benedetta Bartolini | Wealth Planet Perugia | definitivo |
| P        | Letizia Camera      | Pro Victoria          | definitivo |
| C        | Ana Beatriz Corrêa  | Kuzeyboru             | definitivo |
| O        | Louisa Lippmann     | -                     | svincolata |
| C        | Marina Lubian       | Imoco                 | definitivo |
| P        | Ofelia Malinov      | Firenze               | definitivo |
| P        | Noemi Moschettini   | Assitec               | definitivo |
| L        | Francesca Napodano  | Helvia Recina         | definitivo |
| S        | Natália Pereira     | Dinamo Mosca          | definitivo |

## Risultati

### Serie A1

#### Girone di andata
| 1ª giornata - 23 ottobre 2022 PalaEvangelisti, Perugia                     | Wealth Planet Perugia | 0 - 3 | Savino Del Bene | 17-25, 24-26, 21-25               |
| 2ª giornata - 26 ottobre 2022 PalaWanny, Firenze                           | Savino Del Bene       | 3 - 0 | Megavolley      | 25-18, 25-14, 25-16               |
| 3ª giornata - 29 ottobre 2022 PalaTerdoppio, Novara                        | AGIL                  | 3 - 0 | Savino Del Bene | 25-17, 25-19, 25-18               |
| 4ª giornata - 2 novembre 2022 PalaWanny, Firenze                           | Savino Del Bene       | 3 - 0 | Casalmaggiore   | 28-26, 25-23, 25-20               |
| 5ª giornata - 6 novembre 2022 Palazzetto dello Sport, Villafranca Piemonte | Pinerolo              | 1 - 3 | Savino Del Bene | 13-25, 18-25, 25-22, 8-25         |
| 6ª giornata - 13 novembre 2022 PalaFontescodella, Macerata                 | Helvia Recina         | 0 - 3 | Savino Del Bene | 18-25, 11-25, 21-25               |
| 7ª giornata - 16 novembre 2022 PalaWanny, Firenze                          | Savino Del Bene       | 2 - 3 | Pro Victoria    | 25-23, 21-25, 25-20, 24-26, 8-15  |
| 8ª giornata - 20 novembre 2022 PalaMaddalene, Chieri                       | Chieri '76            | 1 - 3 | Savino Del Bene | 25-21, 20-25, 21-25, 23-25        |
| 9ª giornata - 27 novembre 2022 PalaWanny, Firenze                          | Savino Del Bene       | 2 - 3 | UYBA            | 18-25, 25-20, 25-23, 11-25, 12-15 |
| 10ª giornata - 4 dicembre 2022 PalaVerde, Villorba                         | Imoco                 | 0 - 3 | Savino Del Bene | 23-25, 22-25, 19-25               |
| 11ª giornata - 11 dicembre 2022 PalaWanny, Firenze                         | Savino Del Bene       | 3 - 0 | Cuneo Granda    | 25-20, 25-22, 25-16               |
| 12ª giornata - 18 dicembre 2022 Palazzetto dello sport, Bergamo            | Bergamo 1991          | 1 - 3 | Savino Del Bene | 15-25, 15-25, 25-15, 18-25        |
| 13ª giornata - 26 dicembre 2022 PalaWanny, Firenze                         | Savino Del Bene       | 3 - 1 | Firenze         | 25-23, 25-15, 21-25, 25-21        |

#### Girone di ritorno
| 14ª giornata - 7 gennaio 2023 PalaWanny, Firenze          | Savino Del Bene | 3 - 0 | Wealth Planet Perugia | 25-13, 25-17, 25-19               |
| 15ª giornata - 15 gennaio 2023 PalaCarneroli, Urbino      | Megavolley      | 1 - 3 | Savino Del Bene       | 25-21, 19-25, 18-25, 19-25        |
| 16ª giornata - 21 gennaio 2023 PalaWanny, Firenze         | Savino Del Bene | 2 - 3 | AGIL                  | 32-30, 25-27, 22-25, 25-18, 8-15  |
| 17ª giornata - 4 febbraio 2023 PalaRadi, Cremona          | Casalmaggiore   | 1 - 3 | Savino Del Bene       | 25-17, 21-25, 22-25, 21-25        |
| 18ª giornata - 13 febbraio 2023 PalaWanny, Firenze        | Savino Del Bene | 3 - 1 | Pinerolo              | 25-18, 23-25, 25-22, 25-16        |
| 19ª giornata - 18 febbraio 2023 PalaWanny, Firenze        | Savino Del Bene | 3 - 1 | Helvia Recina         | 20-25, 25-17, 25-17, 25-21        |
| 20ª giornata - 26 febbraio 2023 Arena di Monza, Monza     | Pro Victoria    | 2 - 3 | Savino Del Bene       | 22-25, 28-26, 22-25, 25-21, 7-15  |
| 21ª giornata - 5 marzo 2023 PalaWanny, Firenze            | Savino Del Bene | 3 - 0 | Chieri '76            | 25-21, 25-20, 25-20               |
| 22ª giornata - 8 marzo 2023 PalaPiantanida, Busto Arsizio | UYBA            | 0 - 3 | Savino Del Bene       | 23-25, 23-25, 19-25               |
| 23ª giornata - 19 marzo 2023 PalaWanny, Firenze           | Savino Del Bene | 1 - 3 | Imoco                 | 19-25, 17-25, 25-20, 20-25        |
| 24ª giornata - 25 marzo 2023 PalaCastagnaretta, Cuneo     | Cuneo Granda    | 2 - 3 | Savino Del Bene       | 19-25, 25-22, 17-25, 25-23, 13-15 |
| 25ª giornata - 2 aprile 2023 PalaWanny, Firenze           | Savino Del Bene | 3 - 0 | Bergamo 1991          | 25-15, 25-14, 25-15               |
| 26ª giornata - 8 aprile 2023 PalaWanny, Firenze           | Firenze         | 2 - 3 | Savino Del Bene       | 21-25, 14-25, 25-20, 26-24, 7-15  |

#### Play-off scudetto
| Quarti di finale (gara 1) - 16 aprile 2023 PalaWanny, Firenze              | Savino Del Bene | 3 - 0 | Bergamo 1991    | 25-23, 25-21, 25-20               |
| Quarti di finale (gara 2) - 20 aprile 2023 Palazzetto dello sport, Bergamo | Bergamo 1991    | 0 - 3 | Savino Del Bene | 18-25, 14-25, 14-25               |
| Semifinali (gara 1) - 27 aprile 2023 PalaWanny, Firenze                    | Savino Del Bene | 3 - 1 | Pro Victoria    | 21-25, 25-12, 25-13, 25-23        |
| Semifinali (gara 2) - 30 aprile 2023 Arena di Monza, Monza                 | Pro Victoria    | 3 - 1 | Savino Del Bene | 25-22, 23-25, 25-22, 25-21        |
| Semifinali (gara 3) - 3 maggio 2023 PalaWanny, Firenze                     | Savino Del Bene | 2 - 3 | Pro Victoria    | 21-25, 20-25, 26-24, 25-18, 10-15 |

### Coppa Italia
| Quarti di finale - 25 gennaio 2023 PalaWanny, Firenze | Savino Del Bene | 2 - 3 | Bergamo 1991 | 25-20, 22-25, 25-15, 23-25, 13-15 |

### Coppa CEV
| Sedicesimi di finale (andata) - 14 dicembre 2022 Burhan Felek Spor Salonu, Istanbul | Galatasaray       | 1 - 3 | Savino Del Bene   | 17-25, 15-25, 25-19, 12-25        |
| Sedicesimi di finale (ritorno) - 22 dicembre 2022 Palazzo Wanny, Firenze            | Savino Del Bene   | 3 - 0 | Galatasaray       | 25-14, 25-19, 25-21               |
| Ottavi di finale (andata) - 10 gennaio 2023 Dom odbojke Bojan Stranić, Zagabria     | HAOK Mladost      | 0 - 3 | Savino Del Bene   | 19-25, 22-25, 19-25               |
| Ottavi di finale (ritorno) - 17 gennaio 2023 Palazzo Wanny, Firenze                 | Savino Del Bene   | 3 - 1 | HAOK Mladost      | 25-15, 25-14, 20-25, 25-15        |
| Play-off (andata) - 1º febbraio 2023 Palazzo Wanny, Firenze                         | Savino Del Bene   | 3 - 2 | Schweriner        | 25-21, 25-21, 24-26, 16-25, 15-11 |
| Play-off (ritorno) - 8 febbraio 2023 ARENA Schwerin, Schwerin                       | Schweriner        | 0 - 3 | Savino Del Bene   | 19-25, 27-29, 19-25               |
| Quarti di finale (andata) - 21 febbraio 2023 MBS Arena Potsdam, Potsdam             | Potsdam           | 0 - 3 | Savino Del Bene   | 27-29, 24-26, 19-25               |
| Quarti di finale (ritorno) - 1º marzo 2023 Palazzo Wanny, Firenze                   | Savino Del Bene   | 3 - 1 | Potsdam           | 25-17, 25-14, 22-25, 25-17        |
| Semifinali (andata) - 14 marzo 2023 Palazzo Wanny, Firenze                          | Savino Del Bene   | 3 - 0 | Türk Hava Yolları | 27-25, 25-12, 25-18               |
| Semifinali (ritorno) - 22 marzo 2023 Burhan Felek Spor Salonu, Istanbul             | Türk Hava Yolları | 3 - 2 | Savino Del Bene   | 25-21, 18-25, 26-24, 23-25, 15-10 |
| Finale (andata) - 5 aprile 2023 Sala Sporturilor, Târgu Mureș                       | Alba-Blaj         | 1 - 3 | Savino Del Bene   | 12-25, 19-25, 25-21, 18-25        |
| Finale (ritorno) - 12 aprile 2023 Palazzo Wanny, Firenze                            | Savino Del Bene   | 3 - 0 | Alba-Blaj         | 25-18, 25-12, 25-11               |

## Statistiche

### Statistiche di squadra
| Competizione | Punti | In casa | In casa | In casa | In trasferta | In trasferta | In trasferta | Totale | Totale | Totale |
| Competizione | Punti | G       | V       | P       | G            | V            | P            | G      | V      | P      |
| ------------ | ----- | ------- | ------- | ------- | ------------ | ------------ | ------------ | ------ | ------ | ------ |
| Serie A1     | 63    | 16      | 11      | 5       | 15           | 13           | 2            | 31     | 24     | 7      |
| Coppa Italia | -     | 1       | 0       | 1       | 0            | 0            | 0            | 1      | 0      | 1      |
| Coppa CEV    | -     | 6       | 6       | 0       | 6            | 5            | 1            | 12     | 11     | 1      |
| Totale       | -     | 23      | 17      | 6       | 21           | 18           | 3            | 44     | 35     | 9      |

G = partite giocate; V = partite vinte; P = partite perse

### Statistiche dei giocatori
| Giocatore     | Serie A1 | Serie A1 | Serie A1 | Serie A1 | Serie A1 | Coppa Italia | Coppa Italia | Coppa Italia | Coppa Italia | Coppa Italia | Coppa CEV | Coppa CEV | Coppa CEV | Coppa CEV | Coppa CEV | Totale | Totale | Totale | Totale | Totale |
| Giocatore     | P        | PT       | AV       | MV       | BV       | P            | PT           | AV           | MV           | BV           | P         | PT        | AV        | MV        | BV        | P      | PT     | AV     | MV     | BV     |
| ------------- | -------- | -------- | -------- | -------- | -------- | ------------ | ------------ | ------------ | ------------ | ------------ | --------- | --------- | --------- | --------- | --------- | ------ | ------ | ------ | ------ | ------ |
| S. Alberti    | 26       | 131      | 88       | 32       | 11       | 1            | 5            | 2            | 3            | 0            | 7         | 21        | 11        | 7         | 3         | 34     | 157    | 101    | 42     | 14     |
| V. Angeloni   | 5        | 3        | 3        | 0        | 0        | 0            | 0            | 0            | 0            | 0            | 4         | 20        | 19        | 1         | 0         | 9      | 23     | 22     | 1      | 0      |
| E. Antropova  | 30       | 487      | 376      | 58       | 53       | -            | -            | -            | -            | -            | 12        | 164       | 124       | 21        | 20        | 42     | 651    | 500    | 79     | 73     |
| Y. Beliën     | 25       | 183      | 124      | 47       | 12       | 1            | 3            | 2            | 1            | 0            | 12        | 77        | 50        | 22        | 5         | 38     | 263    | 176    | 70     | 17     |
| B. Castillo   | 26       | 0        | 0        | 0        | 0        | 1            | 0            | 0            | 0            | 0            | 11        | 0         | 0         | 0         | 0         | 38     | 0      | 0      | 0      | 0      |
| I. Di Iulio   | 30       | 38       | 13       | 7        | 18       | 1            | 1            | 1            | 0            | 0            | 11        | 11        | 4         | 1         | 6         | 42     | 50     | 18     | 8      | 24     |
| N. Gamba      | 1        | 0        | 0        | 0        | 0        | 0            | 0            | 0            | 0            | 0            | 2         | 0         | 0         | 0         | 0         | 3      | 0      | 0      | 0      | 0      |
| L. Guidi      | 1        | 0        | 0        | 0        | 0        | -            | -            | -            | -            | -            | 3         | 11        | 8         | 2         | 1         | 4      | 11     | 8      | 2      | 1      |
| O. Malinov    | 11       | 11       | 7        | 4        | 0        | -            | -            | -            | -            | -            | 2         | 0         | 0         | 0         | 0         | 13     | 11     | 7      | 4      | 0      |
| E. Merlo      | 18       | 0        | 0        | 0        | 0        | 1            | 0            | 0            | 0            | 0            | 9         | 0         | 0         | 0         | 0         | 28     | 0      | 0      | 0      | 0      |
| C. Mingardi   | 29       | 176      | 164      | 9        | 3        | 1            | 20           | 17           | 1            | 2            | 11        | 93        | 80        | 9         | 4         | 41     | 289    | 261    | 19     | 9      |
| E. Pietrini   | 26       | 216      | 185      | 17       | 14       | 0            | 0            | 0            | 0            | 0            | 11        | 60        | 46        | 10        | 4         | 37     | 276    | 231    | 27     | 18     |
| J. Ščerban'   | 8        | 31       | 25       | 5        | 1        | 1            | 11           | 9            | 2            | 0            | 12        | 52        | 45        | 6         | 1         | 21     | 94     | 79     | 13     | 2      |
| I. Sorokaite  | 22       | 130      | 103      | 16       | 11       | 1            | 1            | 1            | 0            | 0            | 5         | 12        | 10        | 0         | 2         | 28     | 143    | 114    | 16     | 13     |
| H. Washington | 23       | 190      | 124      | 54       | 12       | 1            | 8            | 7            | 1            | 0            | 9         | 79        | 47        | 22        | 10        | 33     | 277    | 178    | 77     | 22     |
| D. Yao        | 16       | 4        | 0        | 3        | 1        | 1            | 0            | 0            | 0            | 0            | 9         | 9         | 4         | 2         | 3         | 26     | 13     | 4      | 5      | 4      |
| T. Zhu        | 27       | 413      | 374      | 33       | 6        | 1            | 26           | 23           | 2            | 1            | 10        | 184       | 162       | 14        | 8         | 38     | 623    | 559    | 49     | 15     |

P = presenze; PT = punti totali; AV = attacchi vincenti; MV = muri vincenti; BV = battute vincenti